# Сингапурская хоккейная лига
Сингапурская хоккейная лига (англ. Singapore National Ice Hockey League, SNIHL) — национальный мужской чемпионат по хоккею с шайбой в Сингапуре. Лига основана в 2001 году.

## Периодичность сезонов
Лига работает по сезонному принципу, с двумя основными сезонами:
Зимняя лига: основной сезон (в таблице чемпионов указана именно эта лига), который длится с сентября по апрель.
Летняя лига: сокращённый сезон с июня по август.

## Чемпионы
| Сезон | Чемпион                    |
| ----- | -------------------------- |
| 2001  | «Лайнер Технолоджи Лайонс» |
| 2002  | «Континентал Уингз»        |
| 2003  | «Континентал Уингз»        |
| 2004  | «Бреверкз Брюинс»          |
| 2005  | «Лайнер Технолоджи Лайонс» |
| 2006  | M1                         |
| 2007  | «Сан-Мигель»               |
| 2008  | «Хэррис»                   |
| 2009  | «Уайт Тим»                 |
| 2010  | не проводился              |
| 2011  | не проводился              |
| 2012  | не проводился              |
| 2013  | Сингапур Scotiabank        |
| 2014  | Triple-O Singapore         |
| 2015  | SEB                        |
| 2016  | Scotia                     |
| 2017  | Сингапурский Scotiabank    |

### Титулы
| Клуб                                                       | Победы |
| ---------------------------------------------------------- | ------ |
| «Сингапурский банк Scotiabank» (Singapore bank Scotiabank) | 2      |
| «Континентал Уингз» (Continental Wings)                    | 2      |
| «Лайнер Технолоджи Лайонс» (Linear Technology Lions)       | 2      |
| M1                                                         | 1      |
| «Бреверкз Брюинс» (Brewerkz Bruins)                        | 1      |
| «Сан-Мигель» (San Miguel)                                  | 1      |
| «Уайт Тим» (White Team)                                    | 1      |
| «Хэррис» (Harrys)                                          | 1      |